# Frank Costello
Francesco Castiglia, známý jako Frank Costello (26. ledna 1891 Lauropoli, Itálie – 18. února 1973 New York) byl jeden z nejvlivnějších představitelů italsko-amerického organizovaného zločinu v 1. polovině 20. století. Kvůli svým kontaktům s politiky, soudci a policií byl tento mafiánský boss nazýván The Prime Minister (Premiér).

## Mládí
V roce 1891 se narodil v Kalábrii jako Francesco Castiglia. Ve čtyřech letech se spolu se svou rodinou přestěhoval do Spojených států, do New Yorku. Tam se stal členem pouličního gangu a začal si říkat Frank Costello. Mezi jeho aktivity patřily krádeže a vloupání.
V New Yorku se také seznámil s Lucky Lucianem. Začali spolu provozovat výherní automaty, hazardní hry a za prohibice se věnovali obchodu s alkoholem. Costello se brzy stal člověkem, který dovedl podplatit kohokoliv.
Po skončení prohibice v roce 1933 se Costello soustředil zejména na provoz heren.

## Nástupce Lucky Luciana
Když byl v roce 1936 poslán Lucky Luciano do vězení, byl Costello pověřen funkcí výkonného šéfa. Vito Genovese se stal jeho podšéfem. Za Costellova vedení se organizaci dařilo, a to nejen v New Yorku, ale i v ostatních městech, kde měl Costello své lidi (např. Meyer Lansky byl na Floridě a Bugsy Siegel se staral o záležitosti v Los Angeles). Costello řídil také kasina v Las Vegas a na Kubě. Costellův zástupce, Vito Genovese, však mezitím musel odjet do Itálie kvůli soudnímu stíhání. Vrátil se v roce 1946, když byli svědkové v jeho procesu umlčení.
Ve stejném roce byl naopak Lucky Luciano deportován do Itálie. Genovese se tedy chtěl dostat na vedoucí pozici místo Franka Costella. Bránil mu v tom však mimo jiné Costellův přítel, Albert Anastasia, který byl známý jako člověk, který vraždy nezadává, ale vykonává.

## Výslechy
V letech 1950 a 1951 docházelo v Americe k rozsáhlým výslechům osob, které byly v podezření ze spojení s organizovaným zločinem. Tuto akci vedl senátor Estes Kefauver. Frank Costello byl rovněž vyslýchán a jeho projev přenášela televize. Nebylo mu však vidět do tváře, pouze na ruce. Přestože toho mnoho neřekl, jeho hlas měl inspirovat Marlona Branda v roli Vita Corleona ve filmu Kmotr.
Mezi lety 1952 a 1956 stál Costello několikrát před soudem, vězení se však vždy úspěšně vyhnul nebo tam strávil jen pár měsíců.

## Atentát
V dubnu roku 1957 se Franka Costella pokusil zastřelit Vincent Gigante, na příkaz Vita Genovese, Costello však přežil. Ve stejném roce byl však zabit Albert Anastasia a Costello se rozhodl, že odejde do ústraní a předá vedení organizace Genovesovi. Ten se tak stal novým bossem.
Později byl Genovese za pomoci Meyera Lanskyho a Lucky Luciana vlákán do drogového obchodu, který skončil obžalobou a vězením. Genovese strávil za mřížemi 10 let, než tam roku 1969 zemřel.

## Smrt
Frank Costello zůstával dál důležitým článkem mafie, i když už neměl řídící funkci. Zemřel přirozenou smrtí na srdeční infarkt 18. února 1973 v newyorské nemocnici.